# Das Schwein von Gaza
Das Schwein von Gaza (Originaltitel: Le cochon de Gaza, englischer Titel: When Pigs Have Wings) ist ein Spielfilm von Sylvain Estibal aus dem Jahr 2011, der in Deutschland, Frankreich und Belgien produziert wurde. Der Film erzählt die Geschichte des Fischers Jafaar, der unerwartet ein Schwein an Land zieht.

## Handlung
Der palästinensische Fischer Jafaar hat es nicht leicht. Weil die Israelis nicht erlauben, dass die Boote der Palästinenser weit hinausfahren, zieht er nur kleine Fische und vor allem Müll an Bord. Sein Haus wird von israelischen Soldaten als Beobachtungsposten benutzt. Weil er Schulden bei einem Händler hat, droht ihm Gefängnis. Nach einer stürmischen Nacht hat er anstelle eines dicken Fisches ein lebendiges Schwein im Netz. Jetzt steht Jafaar vor einem großen Problem. Denn Schweine gelten in Gaza als unrein und sind an Land nicht akzeptiert. Nach Israel kann er das Schwein auch nicht verkaufen, denn in diesem Punkt sind sich Palästinenser und Israelis einig.
Jafaar versteckt das Schwein, es ist ein Eber, auf seinem Boot und versucht alles Erdenkliche, um es loszuwerden. Dabei geht er mehrere skurrile, aber auch nicht ungefährliche Handel ein, die seine eher klägliche Existenz zunächst verbessern. Doch als seine Glaubensgenossen herausfinden, dass er den Eber zu Zuchtzwecken an eine israelische Siedlerin ausgeliehen hat, wird er vor die Wahl gestellt, entweder als Verräter oder als Märtyrer zu sterben.

## Hintergründe
In einigen Szenen des Films ist klar zu erkennen, dass es sich bei dem Hängebauchschwein nicht um einen Eber, sondern um eine Sau handelt. Laut Presseheft wurden bei den Dreharbeiten zwei Schweine, genannt Charlotte und Babe, eingesetzt.
Der Regisseur Sylvain Estibal über die Rolle des Schweins in dem Film: „Was die beiden verschiedenen Lager dieses Films vereint, ist einzig und allein, dass sie das Schwein verabscheuen. So wird das Schwein zum Botschafter, Grenzgänger – zur Verbindung zwischen den beiden Lagern. Aus diesem kleinsten gemeinsamen Nenner entsteht Verständnis, das zu einer Annäherung führt. In gewisser Hinsicht könnte man sagen: Das Hängebauchschwein ist meine Friedenstaube!“

## Kritik
„Der Regisseur bedient sich freimütig aus der Bibel sowie der Filmgeschichte und dekliniert alle möglichen Spielarten des israelisch-palästinensischen Konflikts durch, ohne vor politisch unkorrekten Witzen über die Absurditäten dieses Konflikts zurückzuscheuen. So gelingt ihm eine schwarzhumorige, hintersinnige Tragikomödie.“

„‚Das Schwein von Gaza‘ ist ein irrwitziger Film, der einen ausweglosen Konflikt auf die Essenz einkocht. Je märchenhafter und metaphorischer seine auf Malta gedrehten Szenen daherkommen, desto besser gelingt es ihm, die Abgründe der Völkerverständigungskomödie zu umschiffen und durchblicken zu lassen, wie es sich anfühlen muss, in Gaza zu leben.“

„Estibals Film würdigt jene Menschen, die sich der Manipulation durch die Ideologie der unumstößlichen Zugehörigkeit verweigern. Er tut das in schlichten Bildern, ohne künstliche Dramatik und mit einem berührenden Ende.“

„Der Gazastreifen und Komödie, das geht […] zusammen, über den Nahostkonflikt ausnahmsweise mal lachen, auch. Absurd komisch und warmherzig verliert der Film doch nicht die bittere Realität aus den Augen.“

## Auszeichnungen
- César 2012 – Bester Erstlingsfilm
- Tokyo International Film Festival 2011 – Publikumspreis[7]